# Opel (album)
1988. október 17-én jelent meg Syd Barrett Opel című válogatásalbuma. Az albumon addig még ki nem adott, vagy már megjelent dalok alternatív változatai hallhatóak. A felvételek 1968 és 1970 között készültek.
Barrett csak két albumot adott ki (mindkettőt 1970-ben), de a rajongók tudták, hogy sok kiadatlan anyag maradt a felvételekről. Ezek iránt komolyan megnőtt az érdeklődés, néhány év múlva pedig megjelent az album. A pozitív kritikák ellenére nem került fel a listákra.

## Az album dalai
1. "Opel" – 6:26
Felvétel: 1969. április 11.
Producer: Malcolm Jones
2. "Clowns and Jugglers" – 3:27
Felvétel: 1968. július 20.
Producer: Peter Jenner
3. "Rats" – 3:12
Felvétel: 1970. június 5.
Producer: David Gilmour
4. "Golden Hair" (Syd Barrett – James Joyce) – 1:44
Felvétel: 1969. június 12.
Producer: Syd Barrett, David Gilmour
5. "Dolly Rocker" – 3:01
Felvétel: 1969. április 11.
Producer: Malcolm Jones
Felvétel: 1970. július 14.
Producer: David Gilmour
6. "Word Song" – 3:19
Felvétel: 1970. július 17.
Producer: David Gilmour
7. "Wined and Dined" – 3:03
Felvétel: 1970. június 5.
Producer: David Gilmour
8. "Swan Lee (Silas Lang)" – 3:13
Felvétel: 1968. május 28., rájátszások: 1968. június 8.
Producer: Peter Jenner
További rájátszások: 1969. április 25.
Producer: Malcolm Jones
9. "Birdie Hop" – 2:30
Felvétel: 1970. június 5.
Producer: David Gilmour
10. "Let's Split" – 2:23
Felvétel: 1970. július 14.
Producer: David Gilmour
11. "Lanky (Part One) – 5.32
Felvétel: 1968. május 14.
Producer: Peter Jenner
12. "Wouldn't You Miss Me (Dark Globe)" – 3:00
Felvétel: 1969. július 26.
Producer: David Gilmour, Roger Waters
13. "Milky Way" – 3:07
Felvétel: 1970. június 7.
Producer: David Gilmour
14. "Golden Hair" – 1:56
Felvétel: 1968. május 14.
Producer: Peter Jenner

- 1993-ban a Opel hat, addig kiadatlan dallal újra megjelent. Bővebben lásd a Crazy Diamond lapon.

## Közreműködők
- Lásd a megfelelő albumok lapján.

Zenészek a "Clowns and Jugglers" című dalban:
- Mike Ratledge – orgona
- Robert Wyatt – dob, ütőhangszerek
- Hugh Hopper – basszusgitár

### Produkció
- Syd Barrett – ének, gitár, producer
- Gareth Cousins – keverés
- David Gilmour – producer
- Peter Jenner – producer
- Malcolm Jones – producer
- Roger Waters – producer